# Daniel Morón
Daniel Morón (* 30. September 1959 in Tunuyán) ist ein ehemaliger argentinisch-chilenischer Fußballspieler. Der Torwart spielte bei Vereinen in Argentinien und Chile und gewann mit dem CSD Colo-Colo unter anderem die Copa Libertadores 1991.

## Karriere

### Vereinskarriere
Daniel Morón begann seine Karriere in Argentinien bei Andes Talleres SC. Nach weiteren Station bei Atlético Ledesma und Unión de Santa Fe wechselte er zu CSD Colo-Colo, wo er seine erfolgreichste Zeit erlebte. Mit dem chilenischen Hauptstadtklub gewann Morón insgesamt vier Meistertitel und vier Mal die Copa Chile. Highlight war der Sieg in der Copa Libertadores 1991, bei dem er als Stammtorwart einen großen Anteil hatte. 1992 verlor er seinen Stammplatz nach einer Verletzung an Marcelo Ramírez, der ihn nicht mehr abgab. Morón ging danach zu verschiedenen Vereinen in Chile, ehe er seine Karriere 1998 bei Audax Italiano beendete.

### Nationalmannschaftskarriere
Daniel Morón wurde im Februar 1996 für die chilenische Nationalmannschaft nominiert, allerdings kam er nicht zum Einsatz.

## Trainerkarriere
Nach seiner aktiven Zeit arbeitete Morón von 2011 bis 2015 als Co-Trainer bei CD O’Higgins, CSD Colo-Colo, Santiago Wanderers und Deportivo Ñublense. Danach ging er als Sportdirektor zu Colo-Colo.

## Erfolge

### Spieler
National
- Chilenischer Meister (4): 1989, 1990, 1991, 1993
- Chilenischer Pokalsieger (4): 1988, 1989, 1990, 1994

International
- Copa Libertadores: 1991
- Copa Interamericana: 1992
- Recopa Sudamericana: 1992